# 2 Dywizjon Artylerii Motorowej
2 Dywizjon Artylerii Motorowej (2 dam) – zmotoryzowany pododdział artylerii lekkiej Wojska Polskiego II RP.
Dywizjon nie występował w pokojowej organizacji wojska. Został sformowany w 1939 przez 1 pułk artylerii motorowej ze Stryja.

## Formowanie i przekształcenia organizacyjne
Formowanie
Wśród oddziałów utworzonych w ramach pokojowej rozbudowy WP po wejściu w życie planu mobilizacyjnego „W2” znajdował się dywizjon artylerii motorowej nr 2. Dywizjon ten został utworzony rozkazami organizacyjnymi Departamentu Dowodzenia Ogólnego Ministerstwa Spraw Wojskowych L.5835 z dnia 24 VI 1939 roku oraz Departamentu Artylerii MSWoj. L.2388 z dnia 14 VII 1939 roku i Biura Administracji Armii L.2277 z dnia 24 VII 1939 r. przez 1 pułk artylerii motorowej. Zarządzeniem Dep. Dowodzenia Ogólnego L.1502 z dnia 31 VIII 1939, przeszedł z dniem 1 IX 1939 na etat wojenny. 
Tworzony był jako pododdział etatowy dla organizowanej Warszawskiej Brygady Pancerno-Motorowej. Kadrę oficerską i podoficerską dla dywizjonu pozyskiwano spośród jednostek 1 pam, 1 pan oraz innych pułków artylerii, trzonem kadrowym dla dywizjonu była 3 bateria lekka motorowa dywizjonu I/1 pam. Tworzenie pozostałych pododdziałów i szkolenie specjalistów odbywało się praktycznie od 1 sierpnia 1939 roku. Dywizjon był sukcesywnie wyposażany w pojazdy i broń stanu pokojowego do końca sierpnia 1939 roku. 2 bateria dywizjonu szkolona była jako bateria haubic 100 mm, jednak z uwagi na brak ich na wyposażeniu w dniu 1 września przejęła pozostawione 4 armaty 75 mm wz. 1897/37 po baterii 1/1 pam. Wyposażenie w pojazdy i część sprzętu otrzymał 2 dam po przybyciu do rejonu koncentracji WBP-M nad Wisłą, część zaś drogą rekwizycji na szosie Warszawa – Lublin w dniach 7–9 września. Od 24 sierpnia formowanie dywizjonu odbywało się poza Stryjem w majątku Grabowiec. 5 września (według innych źródeł 4 września) załadowano na stacji kolejowej w Stryju 2 dam do dwóch transportów kolejowych. Przed załadunkiem pobrano 3 jednostki ognia do armat i broni strzeleckiej oraz paliwo.

## 2 dam w kampanii wrześniowej

### Działania bojowe
Przez Lwów, Rawę Ruską i Lublin 2 dam udał się do rejonu koncentracji Warszawskiej Brygady Pancerno-Motorowej płk. dypl. Stefana Roweckiego. Nocą 6/7 (5/6) września transporty dotarły do stacji Sadurki za Lublinem w kierunku zachodnim. Po wyładowaniu z wagonów zakwaterowano się w rejonie majątku Grabów. Otrzymano wyposażenie w hełmy wz. 31, okulary kierowców i mapy. Prowadzono dalsze szkolenie wszystkich specjalności oraz dokonano rozpoznania artyleryjskiego rejonu Solca. 9 września 2 dam za 1 pułkiem strzelców konnym (zmot.) pomaszerował na Konopice, Bełżyce do lasów Dylążki, tam prowadzono szkolenie z bronią strzelecką. 
Nocą 10/11 września dywizjon przemieścił się wraz z brygadą do rejonu Urzędowa, skąd 12 września 1 bateria armat przeszła wraz z 1 psk do wsi Ludmiłówka. Kpt. Sołtyski dokonał rozpoznania rejonu Annopola, gdzie stwierdzono przeprawę przez Wisłę niemieckich oddziałów 4. Dywizji Piechoty. 13 września bateria 1/2 dam zajęła stanowiska ogniowe w rejonie Księżomierza i o godz. 15:00 wsparła natarcie 1 psk na Annopol. Ostrzał niemieckich baterii przerwał łączność przewodową z punktem obserwacyjnym i armaty zamilkły. Z uwagi na przekroczenie Wisły przez wojska niemieckie w innych miejscach, zaniechano natarcia na Annopol. W godzinach nocnych 13/14 września 1 bateria wycofała się wraz z 1 psk do rejonu Kraśnika, gdzie zajęła stanowiska. Tu 14 września dołączyła reszta 2 dam i zajęto stanowiska ogniowe, w miejscowości Kwaśniewice na wschód od Kraśnika. 14/15 września wykonano kolejny marsz po zatłoczonych szosach i drogach, do lasów obok Janowa Lubelskiego. Kolejnej nocy podjęto dalszy marsz przez Frampol, Biłgoraj do rejonu Zwierzyńca, w jego trakcie doszło do krótkiej potyczki 2 baterii z niemieckim podjazdem zmotoryzowanym. Po dziennym wypoczynku nocą 16/17 września drogami bocznymi dywizjon dojechał do miejscowości Rudki. Tu zaczęło brakować paliwa, zmusiło to mjr. Rafacza, za zgodą dowódcy brygady, do zniszczenia części pojazdów.

#### Bitwa pod Tomaszowem Lubelskim
Baterie przydzielono do pułków WBP-M, 1 do 1 psk, a 2 do pułku strzelców pieszych (zmot.) podjęto marsz w kierunku Tomaszowa Lubelskiego przez Zielone. 1/2 dam, Ciotusza, Józefówek 2/2 dam. 18 września przed świtem oba pułki WBP-M zajęły podstawy wyjściowe do natarcia. 1/2 dam zajęła stanowiska ogniowe na zachód od Rogoźna, wsparła natarcie 1 psk, skutecznie likwidując ogniem armat niemiecki opór na wzg. 309 i przed Kolonią Rogoźno. Jednak z uwagi na przerwanie łączności i nie przeniesienie ostrzału baterii zatrzymała natarcie części pułku na dalsze przedmioty natarcia. O godz. 15:00 1 psk wycofał się na stanowiska wyjściowe. 2/2 dam pomimo początkowych problemów z łącznością wspierała natarcie psp, który dotarł do przedmieść Tomaszowa Lub., broniony przez oddziały 4 Dywizji Lekkiej. Wprowadzenie przez stronę niemiecką oddziałów 2 Dywizji Pancernej pozwoliło powstrzymać dalsze natarcie strzelców pieszych o godz. 16:00. Prowadzony przez 2 baterię armat ostrzał posiłków niemieckich na drodze Tomaszów – Bełżec, spowodował ostrzelanie przez niemiecką artylerię stanowisk ogniowych 2 baterii, korygowany z samolotu obserwacyjnego. W nocy 18/19 września ponowiono natarcie na Tomaszów Lub., o północy 2 bateria ogniem „na wprost” ostrzeliwała wykryte niemieckie stanowiska ogniowe atakowane przez strzelców z psp i 203 pułk piechoty rez. Jednak to natarcie nocne nie odniosło sukcesu. Ciężko rannych zostało 2 oficerów, w tym kpt. A. Jadas i poległo kilku kanonierów. Trzecie natarcie na Tomaszów Lubelski, piechoty z Grupy Operacyjnej „Jagmin” wieczorem i nocą 19/20 września również nie powiodło się. Z uwagi na podjęcie rozmów kapitulacyjnych dowództwa Armii „Lublin”, rano 20 września na rozkaz mjr. Rafacza zniszczono armaty i sprzęt motorowy oraz nakazano przedzierać się żołnierzom małymi grupami z okrążenia. Rano 20 września 2 dywizjon artylerii motorowej przestał istnieć.

## Obsada personalna
- dowódca dywizjonu – mjr Franciszek Rafacz[7]
- adiutant dywizjonu – por. Franciszek Jagielski
- dowódca plutonu zwiadowczego – kpt. Józef Kaczmarski
  - oficer obserwacyjny – por. rez. Jerzy Łubieński
  - oficer łącznikowy – por. rez. Kazimierz Markiewicz
- dowódca plutonu łączności – por. Józef Sobień
- oficer techniczny – kpt. Kazimierz Malczewski
- oficer gospodarczy (płatnik) – kpt. Stanisław Bobola
- dowódca 1 baterii armat 75 mm – kpt. Jan Sołtyski
  - oficer techniczny – por. Zenon Dorociak
  - oficer zwiadowczy – NN
  - oficer ogniowy – ppor. Zbigniew Karpów
  - dowódca 1 plutonu ogniowego – ppor. rez. Jan Gabler
  - dowódca 2 plutonu ogniowego – ppor. rez. NN
- dowódca 2 baterii armat 75 mm – kpt. Aleksander Jadas (ranny 19 IX 1939 Tomaszów Lubelski), por. Roman Barbacki[8]
  - oficer techniczny – por. Jan Kierglewicz
  - oficer zwiadowczy – ppor. rez. Mirosław Jasiński
  - oficer ogniowy – por. Roman Barbacki
  - dowódca 1 plutonu ogniowego – ppor. rez. Andrzej Krzemiński
  - dowódca 2 plutonu ogniowego – por. rez. dr Józef Targoński